# 现有光源

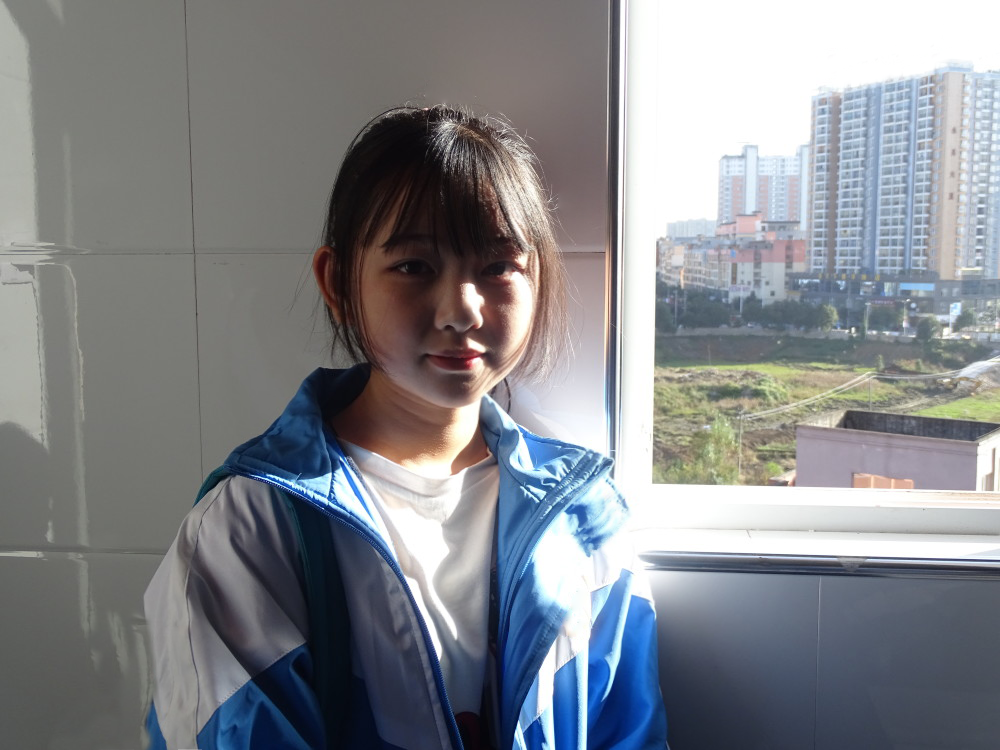
一张通过自然光拍摄所得的照片

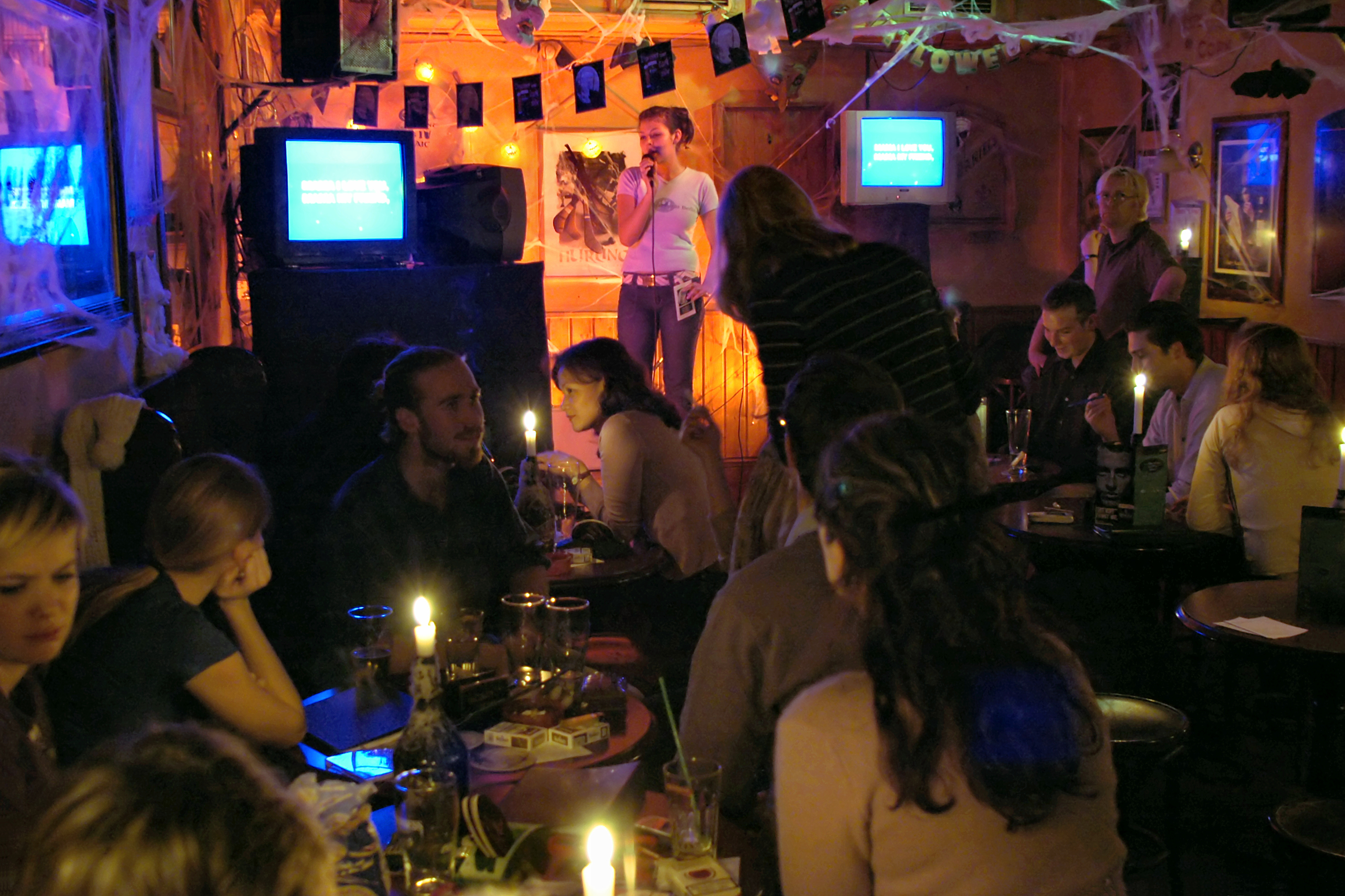
汉堡一家爱尔兰酒吧的卡拉OK活动照片中使用的人造光源

在摄影和电影创作中，现有光源（也称为环境光或实际光）是指摄影师为拍摄照片而未人为明确提供的任何现有光源。该术语通常指周围环境中自然存在的光源（例如阳光、月光、星光等）或已经存在的人工照明（例如街灯、室内灯等）。它通常不包括闪光灯，但如果有多名摄影师在同一空间同时拍摄时，其他人提供的闪光灯照明则可以被视为现有光源。影响被摄物体并包含在拍摄画面中的光源称为实际光源。 
在不干扰被摄物的情况下，使用现有光源也是自拍照的一个重要因素。
合理使用现有光源对摄影师来说是一个挑战。除了室内照明设备，现有光源的亮度和方向通常不可调节。这将限制摄影师对快门速度的选择，并可能需要使用遮光罩或反光板来控制光线。它还会影响拍摄照片的时间、位置甚至方向，以获得所需的照明条件。现有光源线通常也可以通过彩色摄影产生色偏。
相对于用作辅助照明的额外照明，环境光则最常被考虑使用，在这种情况下，环境光通常被视为主要光源。在某些情况下，环境光可用作补光，额外的照明可提供更强的光源，例如在反闪摄影中。环境光和补光的相对强度称为照明比，是计算成品图像对比度的重要因素。

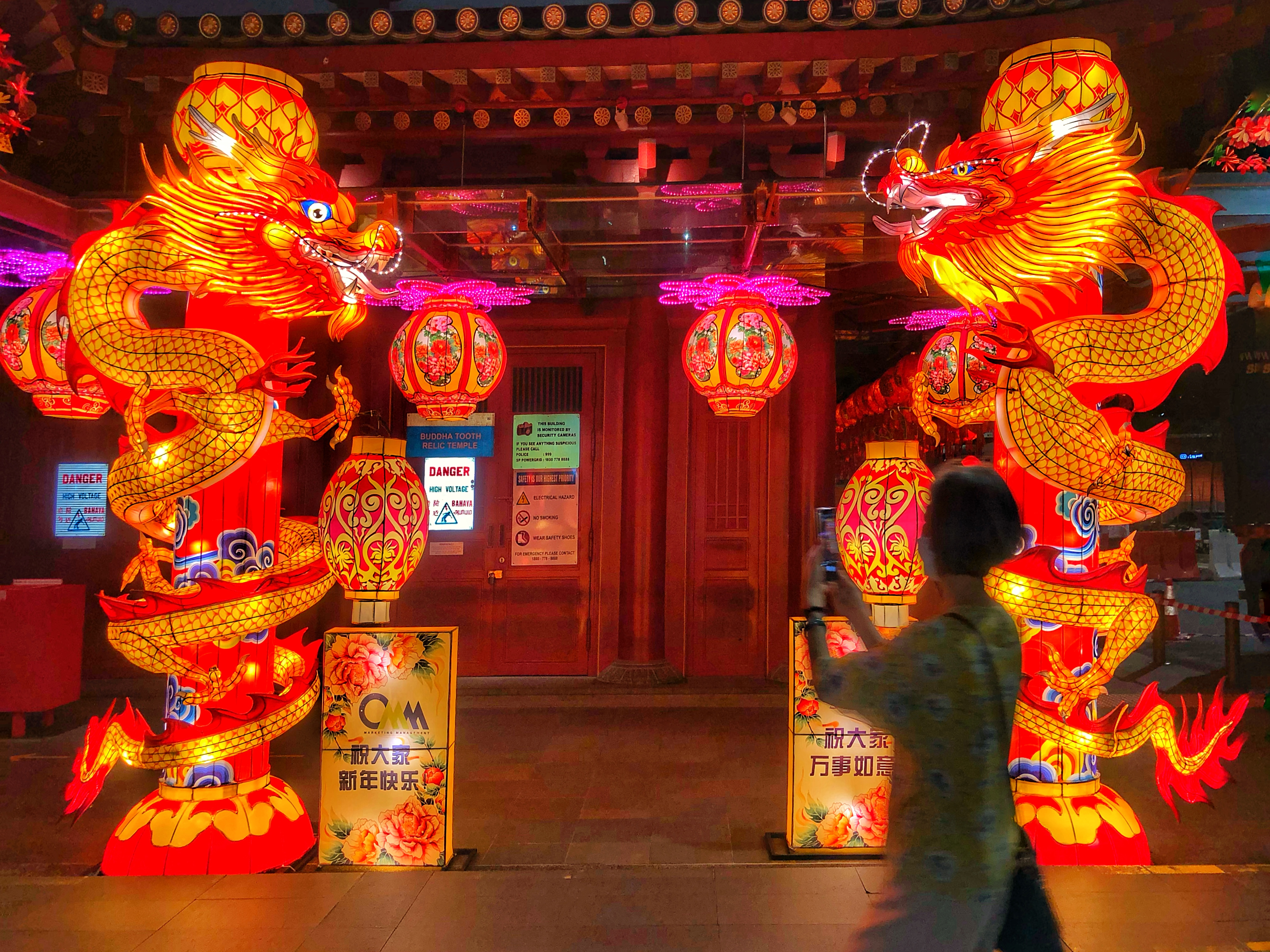
春节时建筑物被灯笼等人造光源点亮

此外，数码摄影技术的发展极大地扩展了现有光源的使用范围。即使使用现如今智能手机的相机，也可以在没有闪光灯的情况下拍摄出街头或房间的夜景，但这在以前使用胶片摄影的时代几乎是不可能的，唯一的例外是对光线高度敏感的黑白胶片，但它也有各种缺点。

## 现有光源列表

### 室内光源
- 荧光灯
- 蜡烛
- 电灯泡
- 自然光照进窗户

### 室外光源
- 极光
- 云的折射
- 火
- 烟花
- 手电筒
- 灯笼
- 光污染
- 闪电
- 月亮
- 星星（通常非常暗淡）
- 路灯
- 太阳（另见魔术光）